# Bolivaritettix tibetanius
Bolivaritettix tibetanius är en insektsart som beskrevs av Zheng, Z. 2005. Bolivaritettix tibetanius ingår i släktet Bolivaritettix och familjen torngräshoppor. Inga underarter finns listade i Catalogue of Life.